# 1676 Kariba
1676 Kariba је астероид главног астероидног појаса чија средња удаљеност од Сунца износи 2,236 астрономских јединица (АЈ).
Апсолутна магнитуда астероида је 12,7.